# 傑列紹瓦
48°46′22″N 27°31′21″E / 48.77278°N 27.52250°E
傑列紹瓦（烏克蘭語：Дерешова），是烏克蘭的村落，位於該國西南部文尼察州，由莫希利夫-波季利斯基區負責管轄，面積1.77平方公里，海拔高度188米，2001年人口477，人口密度每平方公里269.34人。